# Craig Dargo
Craig Dargo (Edinburgh, 3 januari 1978) is een Schotse voetballer (aanvaller) die sinds 2011 voor de Schotse tweedeklasser Partick Thistle FC uitkomt. Voordien speelde hij onder meer voor Kilmarnock FC, Inverness CT en St. Mirren FC.

## Carrière
Dargo startte zijn carrière bij Raith Rovers FC uit Kirkcaldy. Hij scoorde 29 doelpunten in 82 wedstrijden. In juni 2000 vertrok hij transfervrij naar Kilmarnock FC. Hij speelde vijf jaar voor de club. In zijn periode bij Kilmarnock maakt Dargo zijn Europees debuut in de UEFA Cupwedstrijd tegen Viking FK. Zijn periode bij Kilmarnock werd gekenmerkt door veel blessureleed.
In juni 2005 tekende Dargo een tweejarig contract bij Inverness CT. In zijn tweede seizoen scoorde hij 19 goals in 38 competitiewedstrijden. Dit leverde hem een selectie op voor de nationale B-ploeg.
Op 28 juni 2007 tekende hij bij St. Mirren FC. Door een ernstige knieblessure miste hij de start van het seizoen. Uiteindelijk maakte Dargo zijn debuut voor de club op 22 december 2007 tegen zijn ex-club Kilmarnock FC. Zijn eerste goal voor de club scoorde Dargo op 29 maart 2008 tegen Gretna FC, waardoor deze club officieel degradeerde.
Op 17 november 2011 tekende Dargo een contract bij Partick Thistle FC. Dit kort contract loopt al af eind januari 2012.